# Campo dei Frari
El Campo dei Frari és una plaça de Venècia, situada al barri de San Polo, entre el Campo San Tomà i el Campo San Stin.
La plaça pren el seu nom de l'antiga presència a la zona dels ordes menors, anomenats Frari en venecià.

## Descripció
El Campo dei Frari és una de les places més importants i freqüentades de la ciutat lacunar, a causa de la presència del complex de la Basílica de Santa Maria Gloriosa dei Frari, un dels edificis religiosos més grans de Venècia, que conté obres fonamentals del Renaixement, com ara dos retaules de Ticià.
El campo està disposat en forma de L, ocupant la zona adjacent al costat esquerre de l'església i la que dona a la seva façana.
A part de la gran basílica i el seu campanar, l'altre edifici de la plaça que té una significació històrica i arquitectònica important és el monestir franciscà, ara Arxiu Estatal de Venècia.
Al camp hi ha un pou, situat al costat més proper al campanar.